# 洛林的里切莎
洛林的里切莎（法語：Richezza de Lorraine，約995年—1063年），波蘭王后，洛林伯爵埃佐的女兒。

## 家庭
1013年左右，里切莎與波蘭公爵波列斯瓦夫一世的次子梅什科結婚，兩人共有1子2女：
1. 里基莎（1013年—1075年）
2. 卡齊米日（1016年—1058年）
3. 格特魯德（英语：Gertrude of Poland）（1025年—1108年）